# Gladys Willan
Gladys Ellen Willan (geb. Hall; * 19. März 1883 in London; † 8. Dezember 1964 in Toronto) war eine kanadische Musikpädagogin und Pianistin.

## Leben
Gladys Hall studierte am Royal Conservatory of Music Klavier bei Francesco Berger und Tobias Matthay und Gesang bei Walter Mackway. 1905 heiratete sie den Komponisten Healey Willan, dem sie 1914 nach Toronto folgte. Dort wirkte sie als Klavier- und Gesangslehrerin und veröffentlichte 1929 Let's Play and Sing araound the Clock (mit Olive Brush) und A Manual of Ear-Training and Sight-Singing (1939, Neuauflage 1971). An den Shakespeare-Produktionen an Schulen Torontos ihrer Schülerin Mavor Moore beteiligte sie sich als musikalische Leiterin.

## Quelle
- Gladys Willan. In:  Encyclopedia of Music in Canada. herausgegeben von The Canadian Encyclopedia (englisch, französisch).

| Personendaten    | Personendaten                           |
| ---------------- | --------------------------------------- |
| NAME             | Willan, Gladys                          |
| ALTERNATIVNAMEN  | Willan, Gladys Ellen                    |
| KURZBESCHREIBUNG | kanadische Musikpädagogin und Pianistin |
| GEBURTSDATUM     | 19. März 1883                           |
| GEBURTSORT       | London                                  |
| STERBEDATUM      | 8. Dezember 1964                        |
| STERBEORT        | Toronto                                 |